# Acalyptris loranthella
Acalyptris loranthella is een vlinder van de familie van de dwergmineermotten (Nepticulidae), van de onderfamilie van de Nepticulinae. De wetenschappelijke naam van deze soort is voor het eerst voorgesteld als Nepticula loranthella door Josef Wilhelm Klimesch in een publicatie uit 1966.
De spanwijdte bedraagt bij het mannetje 3,7 tot 5,5 millimeter en bij het vrouwtje 4,5 tot 5,5 millimeter.

## Verspreiding
De soort komt voor in Oostenrijk, Tsjechië, Slowakije, Hongarije, Italië, Roemenië en Griekenland.

## Biologie
De rups leeft op Loranthus europaeus (Loranthaceae). Het eitje kan zowel op de bovenkant als de onderkant van het blad worden afgezet. De rups leeft in en van het blad en vormt zo een vraatspoor dat een gangmijn of bladmijn wordt genoemd. De uitgang van de mijn zit aan dezelfde kant als het eitje.